# 1-ブタノール
1-ブタノール（英語: 1-butanol）または、ブタン-1-オール（英語: butan-1-ol）、n-ブタノール（英語: n-butanol）は、化学式が C4H9OH で表される直線形の第一級アルコールである。1-ブタノールの異性体に2-ブタノール（sec-ブチルアルコール）、イソブチルアルコール、tert-ブチルアルコールがある。単にブタノールという場合、1-ブタノールを指す。
1-ブタノールは、糖類のアルコール発酵の副産物として自然に発生し、多くの食品や飲料に含まれている。アメリカでは人工香味料として認可されており、バター、クリーム、フルーツ、ラム酒、ウイスキー、アイスクリームや氷菓、キャンディー、焼き菓子、コーディアルなどに使用されている。その他、様々な市販品に使われている。
1-ブタノールの最大の用途は工業用の中間体であり、特に酢酸ブチル（香料、工業用溶剤）の製造に使われる。1-ブタノールはプロピレンを原料とする石油化学製品である。1997年の推定生産量は、アメリカが784,000トン、西欧が575,000トン、日本が225,000トンである。

## 製造
オキソ法
1950年代以降、ほとんどの1-ブタノールはプロピレン（プロペン）のヒドロホルミル化（オキソ法）によって製造されており、ブチルアルデヒド（n-ブタナール）が優先的に生成される。代表的な触媒はコバルトとロジウムをベースとしたものである。その後、ブチルアルデヒドを水素化してブタノールを製造する。
レッペ反応
プロピレンと一酸化炭素および水とのレッペ反応で合成できる。
CH3CH=CH2 + H2O + 2 CO → CH3CH2CH2CH2OH + CO2
クロトンアルデヒド
かつて、クロトンアルデヒドから合成されていた。クロトンアルデヒドはアセトアルデヒドから合成される。
バクテリア
バクテリアによるバイオマスの発酵でも生産できる。1950年代以前は、クロストリジウム・アセトブチリクムがブタノール生産の工業的発酵に用いられていた。過去数十年の研究では、発酵によってブタノールを生産できる他の微生物の存在が示されている。
フラン水素化
パラジウムまたは白金触媒を用いた高温・高圧でのフラン水素化反応によって合成できる。

## 工業的用途
1-ブタノールは主にワニスの製造に使用され、これは全使用量の85%を占める。ニトロセルロースなどの溶剤としてもよく使用される。ブトキシエタノールや酢酸ブチルなど、さまざまなブタノール誘導体が溶剤として使用される。多くの可塑剤はフタル酸ジブチルなどのブチルエステルをベースにしている。モノマーのアクリル酸ブチルはポリマーの製造に使用される。1-ブタノールはn-ブチルアミンの原料である。

### バイオ燃料
1-ブタノールは、軽油やガソリンの代替品として提案されている。1-ブタノールはほとんどすべての発酵で少量生産されている（フーゼル油を参照）。クロストリジウム属は、高い収率のブタノールを生産する。バイオマスからバイオブタノール収率を高める研究が進められている。
ブタノールは潜在的なバイオ燃料（ブタノール燃料）と考えられている。濃度85%のブタノールは、ガソリン用に設計された自動車にエンジンを変更することなく使用することができ（85%エタノールとは異なる）、エタノールよりも同一体積に対するエネルギー供給量が多く、ガソリンとほぼ同程度である。したがって、ブタノールを使用した自動車は、エタノールよりもガソリンに匹敵する燃費を実現することになる。また、ブタノールを軽油に添加することで、煤煙の排出量を抑えることもできる。

## 天然での生成
1-ブタノールは、ビール、グレープブランデー、ワイン、ウイスキーなど、多くのアルコール飲料の炭水化物発酵の副産物として自然に生成する。
ホップ、パラミツ、加熱処理した牛乳、マスクメロン、チーズ、ササゲ、炊飯米の揮発性物質からも検出されている。また、コーン油、綿実油、リノレイン、トリオレインで揚げ料理をする際にも生成する。
1-ブタノールはフーゼル油（ドイツ語で「悪い酒」の意味）の成分の1つである。フーゼル油には、水への溶解度が大きく炭素原子が2個以上のアルコールが含まれている。1-ブタノールは低濃度かつ変動的ではあるが、多くのアルコール飲料に含まれる天然成分である。他のフーゼル油と同様に重度の二日酔いの原因とされているが、動物実験ではその証拠は示されていない。
1-ブタノールは、加工香料や人工香料の原料、卵黄からの無脂質タンパク質の抽出、天然香料や植物油の抽出、ビール醸造用ホップエキスの製造、葉タンパク濃縮物から色素を除去する際の溶媒として使用される。

## 代謝と毒性
1-ブタノールの急性毒性は比較的低く、経口でのLD50は790～4,360 mg/kg（ラット、エタノールでは7,000～15,000mg/kg）である。脊椎動物ではエタノールと同様の方法で完全に代謝される。アルコールデヒドロゲナーゼにより1-ブタノールはブチルアルデヒドに変換され、アルデヒドデヒドロゲナーゼによって酪酸に変換される。酪酸はβ酸化経路によって二酸化炭素と水に完全に代謝される。ラットでは、経口投与量2,000 mg/kgのうちわずか0.03%が尿中に排泄された。致死量未満の摂取では、1-ブタノールはエタノールと同様に中枢神経系の抑制剤として作用する。ラットを用いたある研究では、1-ブタノールの中毒効力はエタノールの約6倍高いことが示されているが、これはおそらくアルコールデヒドロゲナーゼによる変換が遅いためと考えられる。

### その他危険性
液体の1-ブタノールは、ほとんどの有機溶媒に共通するように、目に強い刺激を与え、皮膚に繰り返し接触することで炎症を引き起こす可能性がある。これは脱脂による一般的な効果と考えられている。皮膚感作は観察されていない。呼吸経路への刺激は、非常に高濃度（>2,400 ppm）の場合にのみ発生する。
引火点は35 ℃で、1-ブタノールは中程度の火災危険性を示す。ケロシンや軽油よりわずかに引火性が高いが、他の多くの一般的な有機溶剤よりは引火性が低い。閉鎖空間で1-ブタノールを使用する場合、中枢神経系への抑制作用（エタノール中毒に類似）が潜在的な危険となるが、臭気の閾値（0.2～30 ppm）は神経系に影響を及ぼす濃度よりはるかに低い。